# 二井原実
二井原 実（にいはら みのる、1960年3月12日 - ）は、日本の歌手、ヘヴィメタルバンド・LOUDNESS、及びX.Y.Z.→Aのボーカリスト。 大阪府大阪市住吉区出身。
ニックネームは、ニィちゃん、ニィやん、みの吉、（主に海外の関係者やファンから）ミック、ミッキー、等。

## 幼少期
1960年（昭和35年）3月12日、大阪府大阪市住吉区南住吉生まれ。家族構成は、父、母、姉、弟。弟はドラマーの二井原教仁（にいはらのりよし）である。二井原実は幼少時に小児ぜんそくを患っている。性格は内向的でおとなしく、いつも母親の後を付いて回るような気弱な子どもであった。しかし、小学3年生に進級した頃より剣道を習い始めた。持病は回復に向かい、徐々に明るくなり陽気さを発揮し始めた。

## バンド
中学校に入学すると、家族やクラスメイトの影響からスリーピー・ジョン・エスティスやステファン・グロスマンといったブルースやビートルズに興味を持つ。そんな折、友人から「バンドやろうや。おまえ（二井原）はポール・マッカートニーな（ベース担当の意）」と半ば強引にバンドに誘われる。祖母に頼み込んでエレクトリックベースを買ってもらったことで弾みがつき、その後の音楽人生の起点となった。

## EARTHSHAKER
1975年、上宮高校に入学。軽音楽クラブに入り、そこで知り合った同級生の石原愼一郎らと共にハードロックバンド、「EARTHSHAKER（アースシェイカー）」を結成。
当初はベーシストとして参加したが、ボーカルが1年ほどで脱退した為、ボーカル兼任となった。それでも本人はベースを弾くことに重きを置いていたが、周りの反応はナチュラルキーの高さやレンジの広さ等を指摘するもので、少しずつ自分の特異性を気付かされるものだった。
ヤマハ楽器主催のアマチュアバンドコンテスト「バンド合戦」に出場した際、審査委員であったソー・バット・レビューの石田長生からは、「珍しい声」「おもろい声」と評価された。こうして、次第に本格的なボーカリストを目指すようになった。同コンテストで優勝し、アースシェイカーは知名度を上げ、当時関西で人気絶頂であったアマチュアバンド「山水館」や「シェラザード」（共に「NOVELA（ノヴェラ）」の前身）などのイベントの前座に起用された。

## ソウル・シンガー
しかし、バンドの勢いと逆行するように、大学進学を境にして、二井原自身の趣向はハードロックよりもリズム・アンド・ブルースやソウル・ミュージックへと原点回帰し、大学2年時の1979年には「ハードロックはもうやらない」とアースシェイカーから脱退。並行して在籍していた京都のR&Bバンド「Soul-Doo-Out」の活動に精力を傾注することで、ハードロック・ボーカリストからソウル・シンガーとなった。
この時期にムード歌謡グループ「ニック・ニューサ」のヒット曲「サチコ」のレコーディングにコーラスとして参加している。「ハードロックはやらない」発言の裏には、プロ志向が強かった石原に対して、当時はまだ自身の力量に自信をもてずにいた二井原が、プロを目指すことに二の足を踏んでいた胸中があったものの旨く伝わらなかったため、意図のすれ違いが生じたまま二人はしばらくの間絶縁状態となる。
佛教大学軽音楽部では同級生の藤村幸宏（Chachamaru）らとファンクバンド「青春会」を結成した。この時期、京都の有名なファンクソウルバンドとして「ITACHI（「TOPS」の前身）」等と活動した。

## LOUDNESS
レイジーのギタリスト・高崎晃が、自身のソロアルバム制作のため「世界に通用するような強力なボーカル」を探していた。アースシェイカー時代の二井原の歌声を聴いた高崎からオーディションへの参加依頼を打診された。1980年（大学3年時）の秋だった。
この時、高崎にアースシェイカーのライブテープを送り熱心に二井原を推薦していたのが、後にベーシストとしてラウドネスで盟友となる山下昌良であった。オーディションに合格、翌年1981年3月、高崎とドラマーの樋口宗孝の薦めにより、大学を一時休学して上京した。「移動手段は格安の深夜の高速バスで、所持金は5000円札1枚のみ」だった）。大学はのちに除籍となった。
高崎と樋口にはまだレイジーとしての活動があった。「高崎のソロ・プロジェクトをバンド形態にする」こと以外、マネージメント・オフィス、レコード会社、バンド名も未定。二井原加入直後の数ヶ月間は完全に白紙。上京後の数ヶ月は樋口のマンションで共同生活をしていた。
同年、5月末にレイジーが解散。8月には三重県鈴鹿市のチェスナットスタジオで、デビューアルバムのレコーディングを開始。バンド名も「LOUDNESS（ラウドネス）」に決定した。11月25日、日本コロムビアより、メジャー・デビューした。
1987年、12月、自身初となる著書、「ロックン・ロール・ジプシー～ぼくはロックで世界を見た～」発表。

## ソロ
1988年、12月、ラウドネスを脱退。当初「目指す音楽の方向性の違いから自発的に脱退」と各メディアで報じられ、ファンや関係者に衝撃を与えた。後年に「実際には自主的な脱退ではなく、一方的な解雇であった」と二井原自身が語った。
翌1989年早々に「当面はソロのシンガーとして活動する」と、表明。6月にファーストアルバム「ONE」をリリースし、中間英明、宮脇知史、藤村幸宏らを従えてツアーを開始。

## DED CHAPLIN / SLY
1990年、藤村幸宏（G）、永井敏己（B）、菅沼孝三（Dr）と言ったテクニカル・プレイヤーらと共に「DED CHAPLIN（デッド・チャップリン）」を結成し活動。
1994年、石原愼一郎（G）、寺沢功一（B）、樋口宗孝（Dr）と共に「SLY（スライ）」を結成し活動。
1999年、SLYの活動が休止したのを機に、当時傾倒していたヒーリングミュージックへの移行を考えていたが、この相談を受けたファンキー末吉が猛反発。末吉から「誰もおまえのそんな（ヒーリングミュージックを歌う）姿なんて望んでない」「ロックの世界に引き戻す」と強く説得され、ファンキー末吉（Dr）、橘高文彦（G）、和佐田達彦（B）と共に「X.Y.Z.→A（エックス・ワイ・ズィー・トゥ・エー）を結成し活動した。このバンドの結成当初のバンド名は「X.Y.Z.」であった。

## 2000年代
2000年、ラウドネスがオリジナルメンバーでの活動を行うことになり、それに伴い復帰。
2006年、17年ぶりのソロアルバム『Ashes to Glory』をリリース。全盲でありながらもテクニカルギタリストとして知名度を上げている田川ヒロアキがプロデュース兼ギタリストとして参加。
2007年、12月、18年ぶりとなるソロライヴ『Rock'n Roll GYPSY TOUR 07』東名阪ツアーを決行。サポートメンバーは、「夜叉」の福島克彦（G）、田川ヒロアキ（G,Key）、田中丸善威（B）、加藤剛志（Dr）。
2008年、同年5月9日 - 10日に行われた、ソロライヴ時の音源を収録した2枚組みCD『MINORU NIIHARA LIVE!"R&R GYPSY SHOW"＠KAGURAZAKA DIMENSION』をリリース。同時期に、SHOW-YAの寺田恵子、アースシェイカーで二井原の後任ボーカリストの西田昌史と「西寺実」を結成した。

## 2010年代
2011年、二井原とブラスロックバンド「BLUFF」のリーダーで音楽プロデューサーの松木隆裕が中心となって、米国のファンクバンド「Tower Of Power」の楽曲を中心に、James Brown、Otis Redding等、ソウルミュージックのカバーライブを行った際の音源を東日本大震災のチャリティーとしてリリース。メンバーには元スペクトラムやカシオペアのメンバーの他、トップスタジオミュージシャンが多数参加し、その後も「SOUL CRAZY NIGHT」名義で定期的にライブを行っている。
2014年、11月、イヤーモニターの世界最大手「WESTONE」社の公認アーティストとして、日本人で初めて選出される。
2014年から、「二井原実 歌うたい祭り」の名義でカバー曲を中心としたライブを行っている。メンバーは、はんだすなお（Pf）、仮谷克之（B）、高インボム（Dr）。
2018年3月、31年ぶり、自身2冊目となる著書、「二井原実 自伝　真我Singer」発表。

## エピソード
- 非喫煙者である。一時期喫煙していたこともあったが、「煙草は（ボーカリストとして）喉にも体力的にもよくない」と身をもって再認識して以降、すっぱり止めた。ちなみに実家の稼業は煙草屋[16]（現在は閉店）。
- かつてパニック障害に苦しんでいた時期がある[17]。しかし、荒療治とも言える自己流の治癒法（行動療法）で克服し、現在はほぼ完治している[18]。
- 寺田恵子にプロポーズしたことがある。1997年ごろ、寺田に「もうエエやろ?俺の嫁に来い!」と電子メールを送ったが完全に無視されてしまったとのこと[10]。その後、一般女性と結婚。現在は一男一女の父である。尚、それ以前に二度の離婚歴があることをBURRN! JAPAN誌Vol.7のインタビューで告白している[19]。
- 上宮高校時代からの友人であり、EARTHSHAKERとSLYではバンドメイトでもあった石原愼一郎によると[要出典]、二井原がアースシェイカーを離脱した際には、「もうハードロックは歌いたくない」という半ば身勝手とも取れる理由を掲げたものだったため、暫くの間は非常に強い憤りを感じていたという。しかし、Soul-Doo-Out等でソウル・シンガーとして活躍するかつての親友の姿を見るにつけ「ニィちゃん、ホンマは最初からハードロックよりもこういう音楽をやりたかったんやろなぁ・・・」と納得し、脱退という行為自体もある程度割り切れるまでに心境の変化があったらしい[独自研究?]。しかし、その僅か2年後に二井原がラウドネス（アースシェイカー以上にヘヴィメタル要素の強いバンド）のボーカリストとしてメジャーデビューをすると知り、それまで以上の激しい怒りの炎が再燃。「アースシェイカーがデビューしたら絶対にシバきたおす（殴ってやる）!」と、固く胸に誓い、自身のメジャーデビュー実現に向け、心血を注ぐこととなる。そしてラウドネスから遅れること2年、アースシェイカーも晴れてメジャーデビューが決まった直後に（半ば偶発的に）運命の再会を果たすが、すると二井原が「すまん!許してくれ!」と手を合わせて謝ってきたので、すっかり拍子抜けしてしまい、いとも簡単に和解が成立。数年来のわだかまりも一瞬で溶けて、あっさり元通りの友人関係に戻ることが出来たとのこと。
- ラウドネス（第一期）〜スライまではカリスマ・ロックシンガーとして立ち振舞っていたが、X.Y.Z.→Aでは下ネタを連発したセクハラまがいのMCを好んで多用するコミカルな一面も晒している。また、同バンドのライブ会場では卑猥な掛け合いを繰り返すのがもはや慣例化しており、女性ファンまでもが盛り上がる、ある種異様な光景が繰り広げられていたが、時代と共に女性ファンからクレームが来る様になってしまったことから以降は下ネタMCを封印している[20]。
- ラウドネスの海外進出時初期の頃は、英語詞はすべてネイティブに歌って（読んで）もらったものを耳コピーしていた[21]が、現在は非常に英語が堪能になっている。海外のメディアからインタビューを受ける際も通訳を介さず自ら対応しており、また、バンド等の取材の場合は二井原が通訳の役割を担うこともある（ラウドネスのDVDなどでも確認できる）。
- ファンキー末吉とは大変仲が良く、家族ぐるみの付き合いをしている。ある日、二井原の自宅に末吉が泊まりに来た際、彼の風貌を見た二井原の子供が怖さのあまり号泣、二井原曰く「それ以来子供がファンキー末吉の名前を聞くとすぐに大人しくなるようになった」とのこと。
- 熱心なブロガーで、ほぼ毎日記事を配信している。デビュー前の音楽活動から業界裏話、時事問題への所感、ツアー中に痔を患ったことなど赤裸々な内容も含まれるが、敬愛するロニー・ジェイムス・ディオから掛けられた言葉については「自分だけの大切なもの」として公開しないと決めている。
- そのブログからは愛国者であることがうかがえ、「竹島は日本固有の領土」と発言したこともある[22]。しかし、二井原自身に特定アジアと言われる国々へ対するアンチ的な感情はなく[独自研究?]、過去にラウドネスやX.Y.Z.→Aで中国や韓国などへのライブツアーも何度か行っている。その際現地のミュージシャンとセッションしたり、ツアー中の食事をグルメレポート（二井原曰く「食いしん坊シリーズ」）として概ね好意的にブログへ掲載したりしている。
- 二井原のトレードマークである、右胸に「有名」や「世界平和」と書かれた旭日旗のTシャツ（正確にはノースリーブ）は、初めてハリウッドでライブを行った際、同地の土産物屋でデザインのインパクトに引かれ、自費で購入したのが始まりである。そして実際にそれを着用してライブを行ったところ、イギリスのメタル専門誌「ケラング!」等の紙媒体にその時の写真が掲載された[6][23]。以来、旭日旗はラウドネスのアイコンとなり、ロゴマークやアルバムジャケット、オフィシャルグッズ等に度々使用している。

## ディスコグラフィー

### アルバム
- ONE（コロムビアミュージックエンタテインメント、1989年）
- Ashes to Glory（徳間ジャパンコミュニケーションズ、2006年）
- MINORU NIIHARA LIVE!"R&R GYPSY SHOW"＠KAGURAZAKA DIMENSION（2008年）
- 二井原実 "Tower Of Power Night Live"（2011年）

### タイアップ
- The Ascension 『GuitarFreaksV6 BLAZING!!!!』、『DrumManiaV6 BLAZING!!!!』収録曲。96とのコラボ。
- FIGHT TILL YOU DIE　山佐のパチスロ機『押忍!!豪炎高校應援團 オリジナルサウンドトラック』（2012年）収録曲

### 参加作品
- 『TUSK OF JAGUAR』高崎晃（日本コロムビア、1982年）
- 『THE SPIDERS COVER’S』かまやつひろし（ソニーミュージック、1989年）
- 『Who do They think We are ? -A Tribute to Deep Purple From Japan』（BMGビクター、1996年）
- 『COZY POWELL FOREVER』（ソニーレコード、1998年）
- 『街は大騒ぎ!! 〜welcome to mitara funk city〜』 Tokyo Funk City（1999年）

テレビドラマ「燃えろ!!ロボコン」（テレビ朝日）前期OP主題歌
- 『That's Metal Lesson II - Long Live the Loud』POWER GOD（2005年）

ドイツのヘヴィメタルバンドによるカヴァーアルバム。LOUDNESSの「HEAVY CHAINS」のカヴァーでデュエットとして参加。

## 著書
- ロックン・ロール・ジプシー〜ぼくはロックで世界を見た〜（宝島コレクション、1987年）
- 二井原実 自伝 真我Singer（リットーミュージック、2018年）

## DVD
- 二井原実　直伝 ロック・ヴォーカリスト養成塾（アトス・インターナショナル、2004年）

## 教則CD
- 二井原実 VOICE "warm up & training"
  - 通信販売 & ライブ会場での限定販売